# 知的財産教育協会
知的財産教育協会（ちてきざいさんきょういくきょうかい、英: Association of Intellectual Property Education）は、一般財団法人知的財産研究教育財団の下部組織で、知的財産に関する能力検定を行う機関である。

## 概要
2004年（平成16年）から知的財産検定を実施してきた。同検定は2008年（平成20年）7月に厚生労働省の国家検定である技能検定知的財産管理職種へ移行し、その後も知的財産教育協会が指定試験機関として試験を実施している。
また、独立行政法人工業所有権情報・研修館や社団法人発明協会と提携して、知的財産管理技能士の資格取得者に対するフォローアップ研修も行っている。
さらに、知的財産Web検定（Yahoo!インターネット検定）や、ビジネス著作権検定を監修・公認している。

## 沿革
2002年（平成14年）12月に設立。2003年（平成15年）8月に法人格を取得して有限責任中間法人となり、2008年（平成20年）12月1日の一般社団法人及び一般財団法人に関する法律（一般社団・財団法人法）の施行に伴って一般社団法人となった。
2016年4月1日付で一般財団法人知的財産研究所と一般社団法人知的財産教育協会とが合併し、一般財団法人知的財産研究教育財団となり、知的財産教育協会はその下部組織となった。